# Daniel Bräg
Daniel Bräg (* 1964 in Pfullendorf) ist ein deutscher Künstler und Hochschullehrer.

## Leben
Von 1984 bis zu seinem Diplom 1992 studierte Bräg an der Akademie der Bildenden Künste München, wo er unter anderem Meisterschüler von Olaf Metzel war. 1989/90 studierte er zwischenzeitlich an der Staatlichen Hochschule für Bildende Künste – Städelschule in Frankfurt am Main, vor allem bei Ulrich Rückriem. Nach seinem Studium konnte er sich durch Stipendien des Freistaates Bayern und der Kunststiftung Baden-Württemberg seinem Schaffen widmen. 1994 und 1995 verbrachte Bräg durch ein Stipendium des DAAD in Japan. Außerdem bekam er Stipendien für Italien, die USA und Litauen. Seit 1998 er Mitglied im Deutschen Künstlerbund.
Ab 2004 bis 2009 kehrte Bräg als Kurator der Akademiegalerie an die Akademie der Bildenden Künste München zurück, bevor er 2009 Mitglied der Kommission für Kunst am Bau und Kunst im öffentlichen Raum Quivid in München wurde. 2012 wurde Bräg auf den Theodore Randall International Chair an die Alfred University der State University of New York gerufen.

## Ausstellungen (Auswahl)
- 1992: Obstgarten, Galerie am Wasserturm, Konstanz und Akademiegalerie, München
- 1994: Die Ruhezeit ist beendet, Städtische Galerie Villingen-Schwenningen
- 1995: The Big One, Tokyo, Komatsu art space, Tokyo, Japan
- 1996: The Big One, Tokyo, Deutsches Kulturzentrum Tokyo, Japan
- 1997: Schöne Aussicht, Symposion Hohenkarpfen
- 1999: Goldparmäne, Dommuseum Frankfurt
- 2001: Obstverkauf, Museum Schloss Moyland, Bedburg-Hau,
- 2002: Obstverkauf, Städtische Galerie Altes Theater Ravensburg
- 2003: Kranzabgabe täglich 8-16 Uhr, Accademia di Belle Arti di Bologna, Italien
- 2005: Atilsio laikas baigesi, Galerie Meno Parkas, Kaunas, Litauen
- 2005: Stillleben, Etalage 75, Vitrine nr.8 Station Breda CS, Holland
- 2006: Studierzimmer 2006, Zeppelin Universität, Friedrichshafen
- 2009: Still, Städtische Galerie Ostfildern (mit Michael von Brentano)
- 2011: Obstlandschaften, Galerie im Prediger, Schwäbisch Gmünd
- 2012: final show, Harder Hall Studio, Alfred NY, USA
- 2016: Kaltlandschaft, Kunstmuseum Albstadt, Albstadt